# Parque Estatal Desierto de Anza-Borrego
El Parque Estatal Desierto de Anza-Borrego es un Parque Estatal de California localizado dentro del Desierto de Colorado del sur de California, Estados Unidos. El parque toma su nombre del explorador español del siglo XVIII Juan Bautista de Anza y el borrego, animal que habita en el área. Con 237,120 hectáreas que incluye un quinto del Condado de San Diego,  es el parque estatal más grande de California.
El parque ocupa el este del Condado de San Diego y alcanza a los condados de Imperial y Riverside, incluyendo a dos comunidades: Borrego Springs, donde se encuentra la sede del parque, y el Shelter Valley.

## Geografía

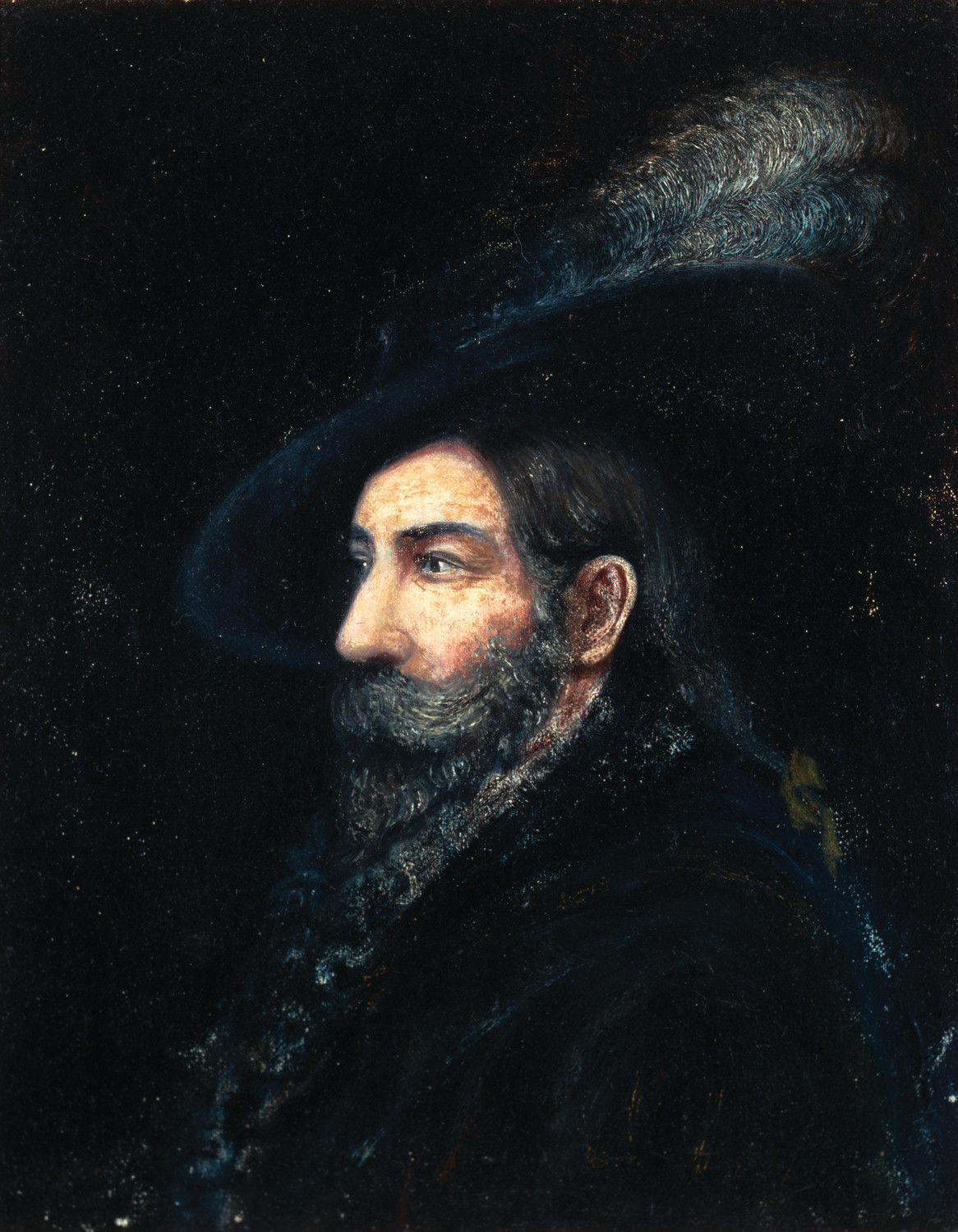
Juan Bautista de Anza, explorador español y homónimo del parque

El parque es una ancla en la Reserva de la Biósfera de los Desiertos de Mojave y Colorado, y adyacente al Monumento Nacional Montañas de Santa Rosa y San Jacinto.
El gran cuenco del desierto circundante está rodeado por montañas, con las Montañas de Vallecito al sur y las Montañas altas de Santa Rosa al norte los cuáles están en el área de vida salvaje, sin carreteras pavimentadas y con los únicos arroyos durante el año.

### Valle de Blair

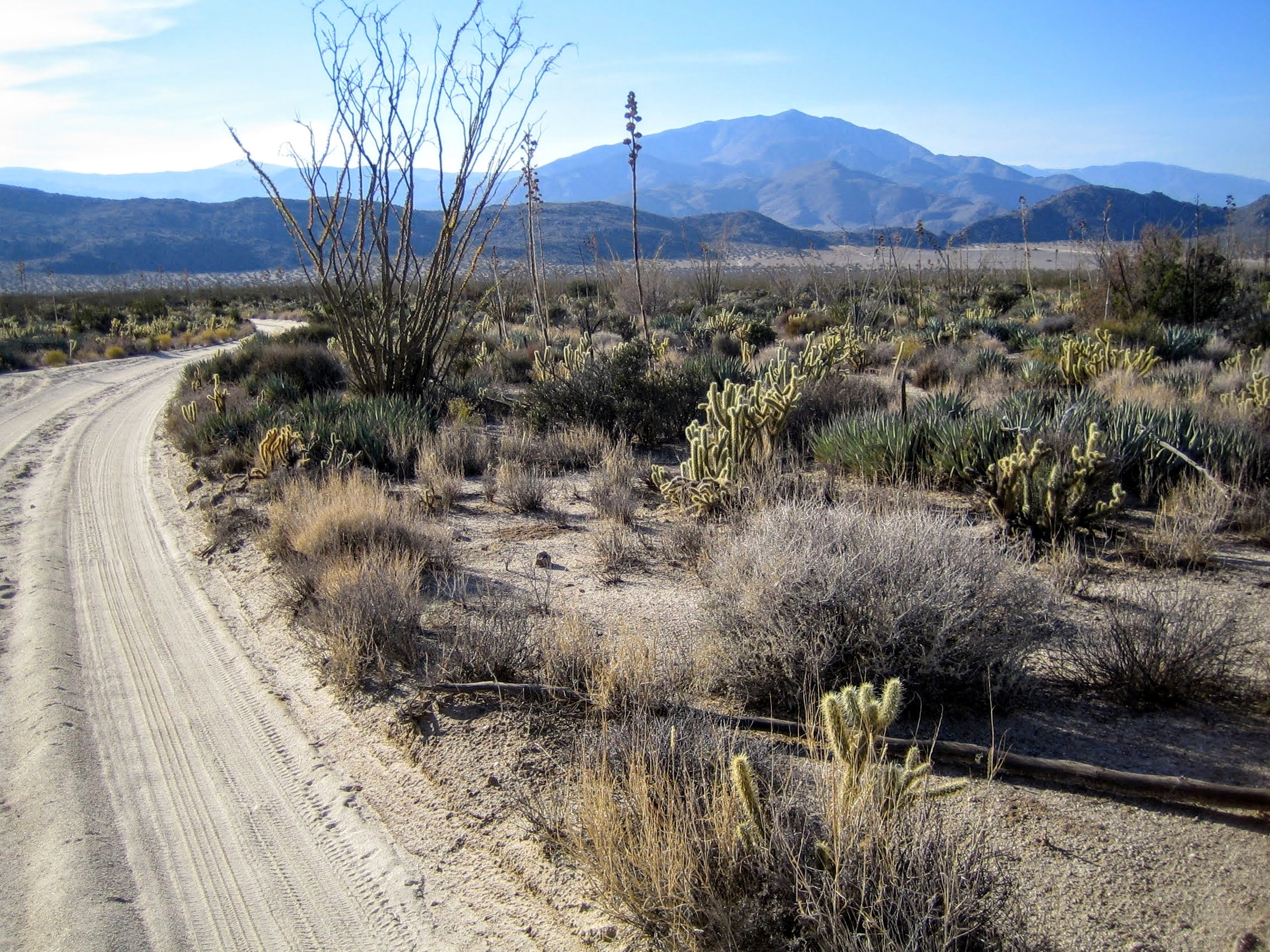
Valle de Blair

El Valle de Blair es un valle en el Parque Estatal.
Consiste el Valle principal de Blair y el Pequeño Valle de Blair separados por una pequeña cadena montaña sobre la que conducen al Foot and Walker Pass.
Al del oeste del valle se encuentra la Montaña de Granito, al este el rango de las Montañas de Vallecito.
El valle puede ser cruzado por carreteras de tierra, por ejemplo, para llegar a un mirador sobre Smuggler Canyon o sitios de arte de indígenas prehispánico.

## Visita

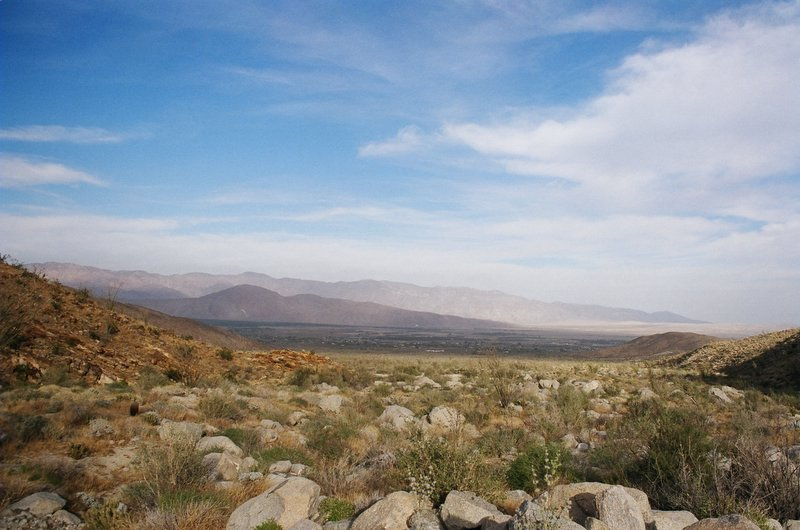
Vista del paisaje del Desierto Anza Borrego

El parque tiene 804,7 km de carreteras de tierra, 12 áreas silvestres designadas, y 177 km de rutas de senderismo. La información de parque y los mapas están disponibles en el centro del visitante. El parque tiene acceso de Wifi.
El parque está a unas dos horas en auto al noreste de San Diego, al sureste de Riverside o Irvine, y del sur de Palm Springs. El acceso en el este del Valle de Coachella es a través de la Ruta del Condado de San Diego S22 y la Ruta Estatal 78. El acceso en el lado oeste del Océano Pacífico es a través de la Ruta de Condado de San Diego S79. La Ruta S67 proporciona acceso a través del alto y forestado Laguna Mountains, como en el Parque Estatal Cuyamaca Rancho. Estas carreteras suben de la costa a 730 m sobre el nivel de mar, luego descienden a 610 m debajo al Borrego Valley en el centro del parque.
Un sitio popular para ir de excursión cerca del centro del visitante es Hellhole Palms, un huerto de palmas de washingtonia de California en Hellhole Canyon cerca de Maidenhair Falls. El parque también proporciona puntos de acceso al Sendero de la Cresta del Pacífico.
La astronomía es otra actividad en Anza-Borrego. El parque estuvo designado un Parque de Cielo Oscuro  por la International Dark-Sky Association en 2018.

## Flora y fauna

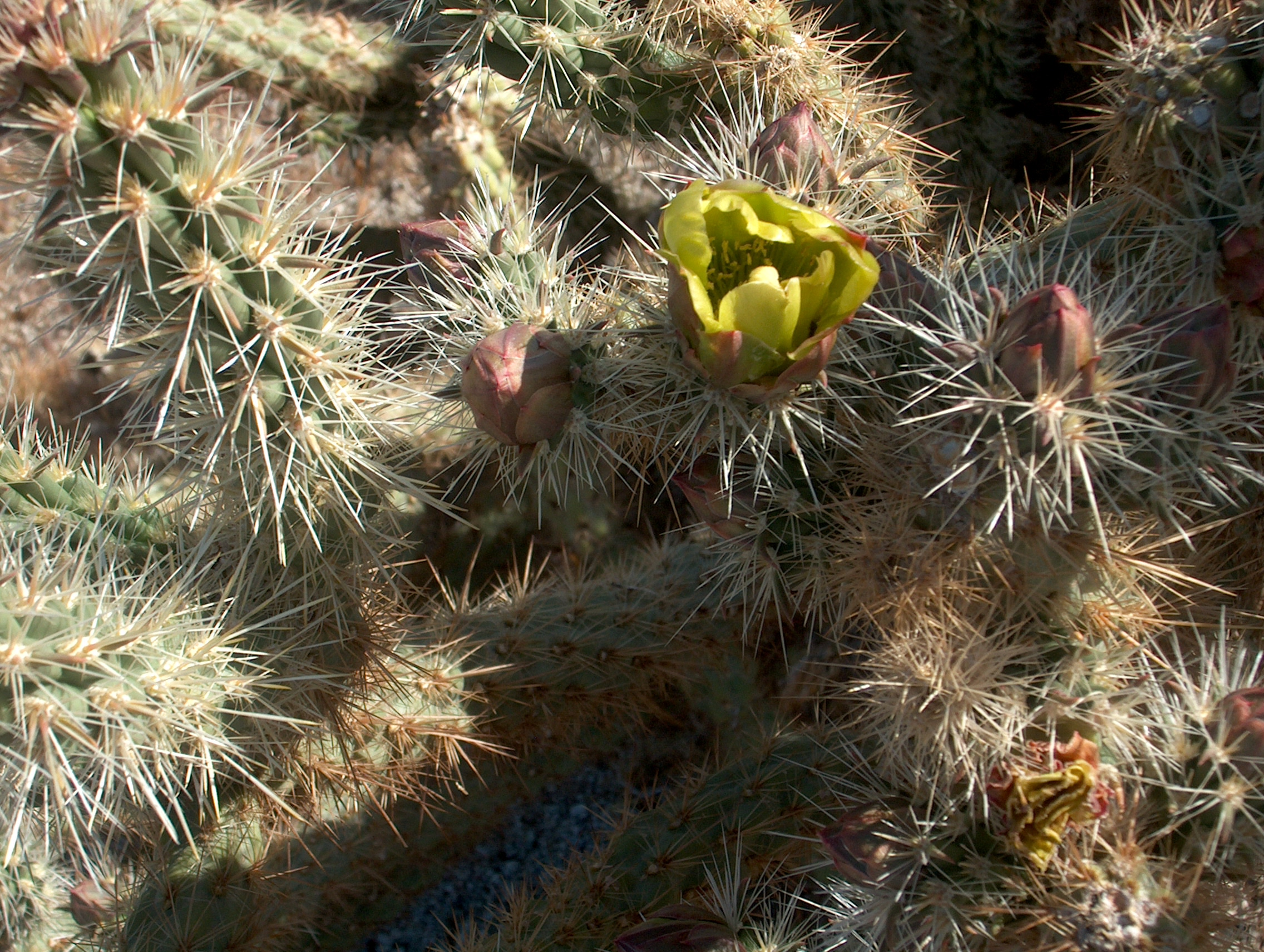
Cactus con flor

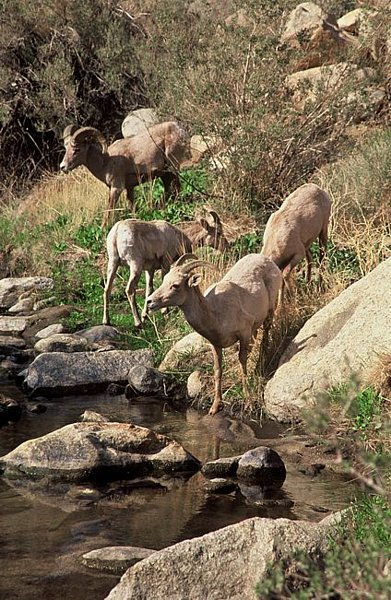
Borrego Cimarrón en Oasis de Palm Canyon.

Los hábitats están principalmente dentro del ecosistema del del Desierto del Colorado y de la ecorregión del Desierto de Sonora. Las secciones extremas más altos del noreste en las Cadenas Peninsulares están en la ecorregión de los bosques y chaparrales montañosos de California.
El parque contiene bajadas y arroyos desérticos; formaciones de rocas y coloridos badlands, grandes paisajes áridos y montañas. Las bajadas son predominantemente el arbusto gobernadora (Larrea tridentata) y el árbol de palo verde (Parkinsonia microphylla), cactus, y ocotillo. En los arroyos, pueden ser encontrados los bosques de microfilas. Estos bosques incluyen plantas tales como el árbol de humo (Psorothamnus spinosus), mesquite de terciopelo (Prosopis velutina), y el árbol uña de gato (Acacia greggii).
El parque tiene oasis y manantiales naturales, con la única palma nativa del estado, la palma washingtonia de California. Las exhibiciones de flor silvestre pueden ser vistas en muchas asociaciones comunitarias de plantas a lo largo del parque. La zona alta del norte y del este tienen pinos de cono cerrado, manzanitas y bosques de roble.
Los oasis son prolíficos con muchos tipos de fauna, especialmente para el avistamiento de aves. A lo largo del parque, los visitantes pueden ver borregos cimarrones, leones de montaña, zorritas del desierto, venado burra, coyotes, correcaminos grandes, águilas reales, liebres de California, ardillas de tierra, ratas canguro, codorniz, y halcones mexicanos. En la clase reptil, iguanas del desierto, chacahualas, y la serpiente de cascabel diamante rojo puede ser visto.

### Borrego cimarrón del desierto
Algunas áreas son hábitats para el borrego cimarrón del desierto. Los observadores cuentan con esta Especie en peligro de extinción para estudiar la población, y controlar su disminución actual fragmentación de hábitat.

## Clima
| Parámetros climáticos promedio de Borrego Desert Park, CA | Parámetros climáticos promedio de Borrego Desert Park, CA | Parámetros climáticos promedio de Borrego Desert Park, CA | Parámetros climáticos promedio de Borrego Desert Park, CA | Parámetros climáticos promedio de Borrego Desert Park, CA | Parámetros climáticos promedio de Borrego Desert Park, CA | Parámetros climáticos promedio de Borrego Desert Park, CA | Parámetros climáticos promedio de Borrego Desert Park, CA | Parámetros climáticos promedio de Borrego Desert Park, CA | Parámetros climáticos promedio de Borrego Desert Park, CA | Parámetros climáticos promedio de Borrego Desert Park, CA | Parámetros climáticos promedio de Borrego Desert Park, CA | Parámetros climáticos promedio de Borrego Desert Park, CA | Parámetros climáticos promedio de Borrego Desert Park, CA |
| Mes                                                       | Ene.                                                      | Feb.                                                      | Mar.                                                      | Abr.                                                      | May.                                                      | Jun.                                                      | Jul.                                                      | Ago.                                                      | Sep.                                                      | Oct.                                                      | Nov.                                                      | Dic.                                                      | Anual                                                     |
| --------------------------------------------------------- | --------------------------------------------------------- | --------------------------------------------------------- | --------------------------------------------------------- | --------------------------------------------------------- | --------------------------------------------------------- | --------------------------------------------------------- | --------------------------------------------------------- | --------------------------------------------------------- | --------------------------------------------------------- | --------------------------------------------------------- | --------------------------------------------------------- | --------------------------------------------------------- | --------------------------------------------------------- |
| Temp. máx. abs. (°C)                                      | 32.2                                                      | 35                                                        | 38.3                                                      | 43.9                                                      | 45.6                                                      | 50                                                        | 49.4                                                      | 48.9                                                      | 47.2                                                      | 45                                                        | 36.7                                                      | 30.6                                                      | '                                                         |
| Temp. máx. media (°C)                                     | 20.7                                                      | 22.4                                                      | 25.5                                                      | 29.2                                                      | 34                                                        | 39.3                                                      | 41.9                                                      | 41.2                                                      | 38.3                                                      | 32.1                                                      | 25.5                                                      | 20.5                                                      | 30.9                                                      |
| Temp. mín. media (°C)                                     | 6.7                                                       | 8.1                                                       | 10                                                        | 12.1                                                      | 15.9                                                      | 20.2                                                      | 24.3                                                      | 24.2                                                      | 21.3                                                      | 15.9                                                      | 10.2                                                      | 6.3                                                       | 14.6                                                      |
| Temp. mín. abs. (°C)                                      | -6.7                                                      | -4.4                                                      | -2.2                                                      | -2.2                                                      | 1.1                                                       | 7.2                                                       | 13.3                                                      | 12.8                                                      | 9.4                                                       | 0.6                                                       | -0.6                                                      | -5                                                        | '                                                         |
| Precipitación total (mm)                                  | 28.2                                                      | 27.4                                                      | 17.8                                                      | 5.8                                                       | 1.5                                                       | 0.5                                                       | 7.1                                                       | 13                                                        | 7.6                                                       | 7.6                                                       | 11.4                                                      | 20.3                                                      | 148.3                                                     |
| Nevadas (cm)                                              | 0                                                         | 0                                                         | 0                                                         | 0                                                         | 0                                                         | 0                                                         | 0                                                         | 0                                                         | 0                                                         | 0                                                         | 0                                                         | 0.3                                                       | 0.3                                                       |
| Fuente: http://www.wrcc.dri.edu/cgi-bin/cliMAIN.pl?ca0983 |                                                           |                                                           |                                                           |                                                           |                                                           |                                                           |                                                           |                                                           |                                                           |                                                           |                                                           |                                                           |                                                           |

## Geología y paleontología

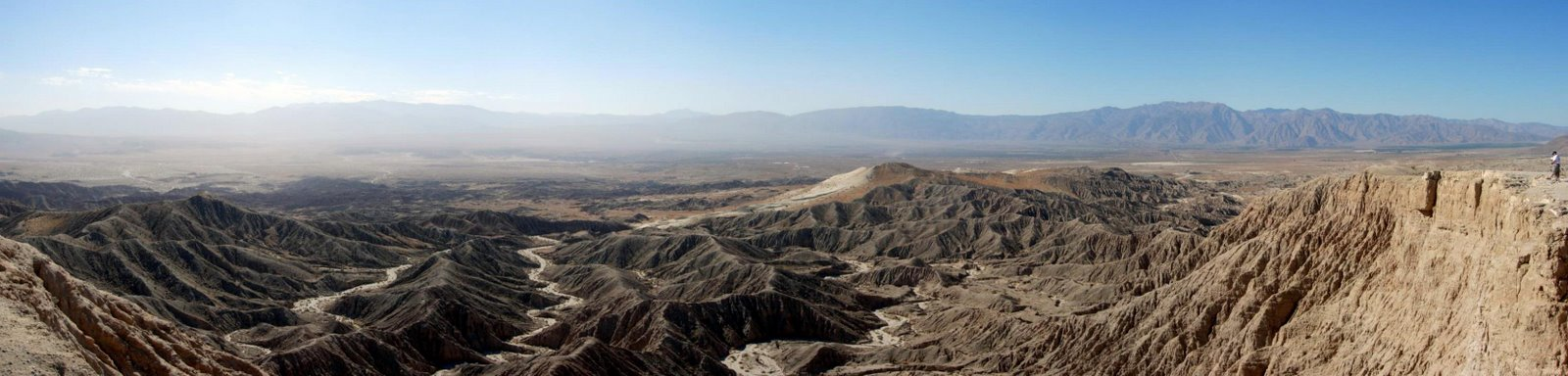
Vista panorámica del punto de la fuente hacia el oeste sobre Borrego Valle al LMontañas

Las expansiones de tierras baldías erosionadas del parque estatal también brindan una visión diferente del pasado tropical desde hace mucho tiempo de la región. El interior del sureste de California no fue siempre un desierto. La Paleontología, el estudio de los restos de vida antigua fósiles, es la clave para entender este mundo prehistórico. El parque estatal tiene un récord fósil excepcional del cual incluye plantas preservadas, una variedad de conchas de invertebrado, pistas animales, y una variedad de huesos y dientes. La mayoría de fósiles encontrados en el parque estatal data de seis millones a debajo de medio millón de años (épocas del Pleistoceno y el plioceno), o aproximadamente 60 millones de años después de la última era de dinosaurios acabaron.

### Geología

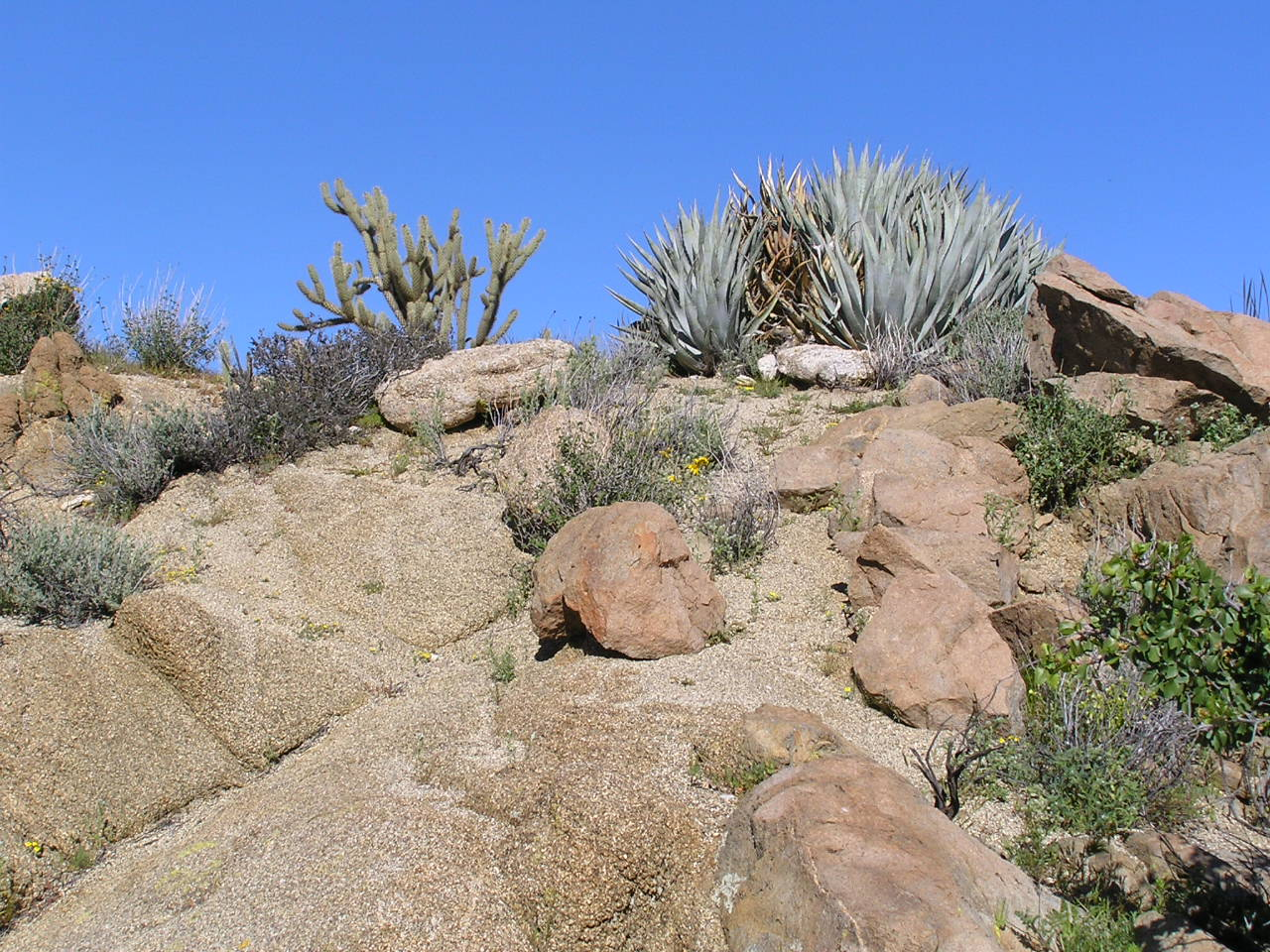
Afloramiento de roca y flora en Anza-Borrego

El parque estatal se encuentra en un sitio geológico único a lo largo del margen occidental del Salton Trough. Este importante depresión topográfica con el Depresión Saltón teniendo elevaciones de  61 metros debajo del nivel de mar, forma el extremo norte del fin de un valle fisurado activo y un límite de la placa continental geológica. La depresión extiende al norte del Golfo de California al Paso de San Gorgonio, y del borde oriental de las Cordilleras Peninsulares hacia el este en la zona de la falla de San Andrés a lo largo del lado del Valle de Coachella.
En los últimos siete millones de años, un registro geológico relativamente completo por encima de 6,100 m de sedimento fósil ha sido depositado dentro del parque a lo largo del margen occidental del valle. Los restos paleontológicos son extendidos y diversos, y son encontrados esparcido sobre miles de kilómetros cuadrados de terrenos erosionados que extiende del sur de las Montañas de Santa Rosa al norte de Baja California en México.
Ambos entornos marinos y terrestres están representados por este registro fósil largo y rico. Hace seis millones de años, el Golfo de California llenó la Depresión de Saltón, extendiendo más allá hacia el norte que se convertiría en la ciudad de Palm Springs. Estas aguas tropicales apoyadas una profusión de tanto organismos marinos grandes como pequeños. A través del tiempo, el mar dio forma como un volumen inmenso del sedimento erosionado durante la formación del Gran Cañón derramado a la Depresión de Saltón. Poco a poco, el Río Colorado construyó un delta fluvial masivo a través del camino del mar. Árboles de madera dura de las arenas deltaicas y depósitos lisos costeros asociados sugieren que la región recibió tres veces tanta lluvia como ahora.
La región Anza-Borrego gradualmente cambió de un ambiente predominantemente marino a un sistema de hábitats terrestres interrelacionados. El norte de la Delta del Río Colorado y de forma intermitente alimentó por el río una secuencia de lagos y lagos secos que ha persistido por aproximadamente tres millones de años. Al mismo tiempo, los sedimentos se erosionaron desde las Montañas de Santa Rosa y otras Gamas Peninsulares para extender al este de la abrevadero. Estos sedimentos proporcionan un registro casi intacto de fósil terrestre, acabando sólo hace medio millón de años. Aquí, los depósitos de ríos y corrientes antiguos atraparon los restos de fauna y flora que habitó una vastasabana abrochada con bosques ribereños.

### Fósiles
Este registro de cambios de ambiente y hábitats incluyen alrededor de 550 tipos de plantas y animales fósiles, variando de polen de planta microscópica preservada y esporas algales hasta huesos de ballena barbada y esqueletos de mamut. Muchos de las especies son extintos y algunos son conocidos sólo se recuperaron restos de fósiles de este parque. Combinado con una larga y completa secuencia depositaria sedimentaria, estas recopilaciones de fósiles diversos son un recurso paleontológico incomparable de importancia internacional.
Ambos el límite de época del plioceno-pleistoceno y la caída del límite de las edades de mamíferos terrestres norteamericanas blancano-irvingtoniano  dentro del registro geológico largo de la región Anza-Borrego. Los cambios medioambientales asociaron con estas divisiones de tiempo geológicas son probablemente mejores seguidos por los fósiles de la región Anza-Borrego que en cualquier otra plataforma estracto continental norteamericana. Estos cambia proclaman el principio de las Eras de Hielo, y los estratos contienen pistas de fósiles al origen y desarrollo de moderno paisajes de desierto del suroeste.
Los primeros fósiles, conchas marinas del Golfo de California y conchas de agua dulce de una era prehispánica el Lago Cahuilla, precursor de actual Mar Saltón, fueron colectados y descritos por William Blake en 1853. Blake era el geólogo y mineralologo para el Pacific Railroad Surveys Reports encargados por el Congreso y el presidente de los Estados Unidos Franklin Pierce para encontrar una ruta de ferrocarril al Pacífico. Blake primero nombró esta región el Desierto de Colorado.

### Periodo marino

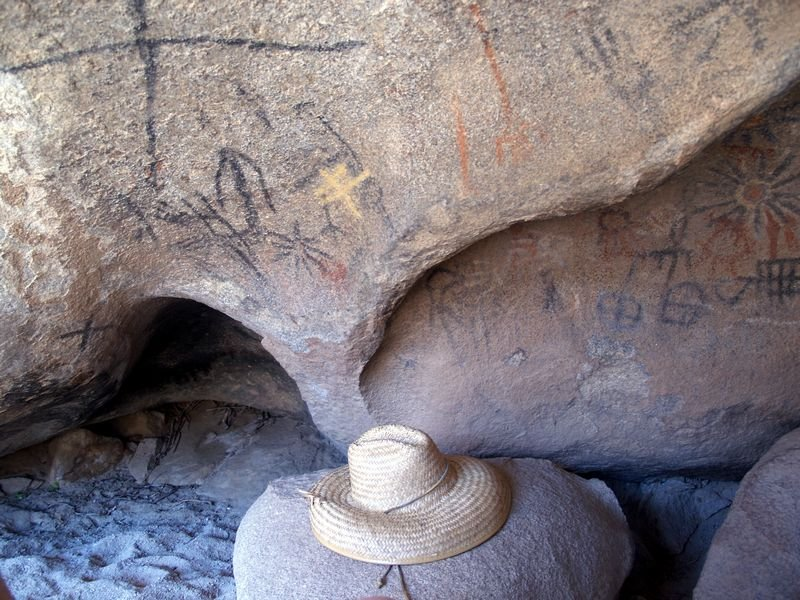
Pinturas rupestres de la era precolombina en el área arqueológica Indian Hill

Desde finales del siglo XIX, numerosos estudios científicos y documentos plublicados han centrado en los organismos marinos que habitó el Golfo de California. Las recopilaciones fósiles de la Formación Imperial incluye calcárea nanoplankton y dinoflagellates, foraminifera, corales, polychaetes, almejas, gastropodos, erizos de mar, dólares de arena, y cangrejos y camarones. Los depósitos también ceden los restos de vertebrados marinos, como tiburones y mantarrayas, peces óseos, ballenas barbadas, morsas y dugones.
Los entornos marinos tales como el estante exterior e interior, el arrecife de plataforma, y cerca de la playa costera y lagunera, es todo representado dentro de la Formación de Imperial. Cuando el mar devenía más superficial, el estuario y las condiciones marinas salobres prevalecieron, tipificados por depósitos de canal grueso de ostras y coquina de concha que ahora forman las "Rodillas de Elefante" a lo largo del Fish Creek. Muchos de los fósiles marinos son estrechamente relacionados con las formaciones del Mar Caribe. Documentan un tiempo antes del Istmo de Panamá se formó, cuándo el cálido Corriente de Golfo del Océano Atlántico occidental invadió aguas del Océano Pacífico oriental.

### Periodo terrestre
Tanto el norte y América Del sur conectó hace aproximadamente tres millones de años, la migración de la fauna del norte a sur empezaron en una escala continental llamado el Gran intercambio americano, y está presente en los fósiles de Anza-Borrego. Los animales como los perezosos terrestres y los puercoespínes hicieron su primera apariencia en América del Norte en este tiempo.
Los fósiles de vertebrados terrestres más antiguos del Desierto del Colorado son anteriores a la invasión del Golfo de California en los finales del Mioceno. Estos fósiles muy raros, que incluyen un gonfotérido (mamífero parecido a un elefante), un roedor, un felino y un camélido pequeño, fueron recolectados en depósitos ribereños y lacustres cercanos a la costa con una antigüedad de entre 10 y 12 millones de años. Sin embargo, los fósiles de vertebrados más significativos y abundantes se han recuperado desde los finales del Mioceno hasta los finales del Pleistoceno y los depósitos de planos de inundación de la Formación Palm Spring en las tierras de Vallecito y Fish Creek y el Conglomerado de Ocotillo expuestos en las tierras de Borrego. Estos conjuntos de fósiles ocurren en una secuencia estratigráfica ininterrumpida de 3,5 millones de años que se ha fechado utilizando horizontes de ceniza volcánica y métodos paleomagnéticos. 
El bestiario para este paisaje de sabana incluye algunos de las criaturas más inusuales para habitar animales de América del Norte como: Geochelone, una tortuga gigante de tamaño de una bañera; Aiolornis incredibilis, el pájaro de vuelo más grande del Hemisferio Norte, con una envergadura de 17 pies (5.2 m); Paramylodon, Megalonyx y Nothrotheriops, perezosos terrestres gigantes, algunos con armadura de huesos dentro de su piel; Pewelagus, un conejo muy pequeño; Borophagus, una hiena parecido al perro; Acrtodus, un gigante oso tremarctino; Smilodon, un tigre dientes de sable; Miracinonyx, el leopardo norteamericano; Mammuthus imperator, el mamut más grande conocido; Tapirus, un extinto tapir; Equus enormis y Equus scotti, dos especies de caballos de pleistoceno extinto; Gigantocamelus un camello gigante; y Capromeryx menor, el enano berrendo.

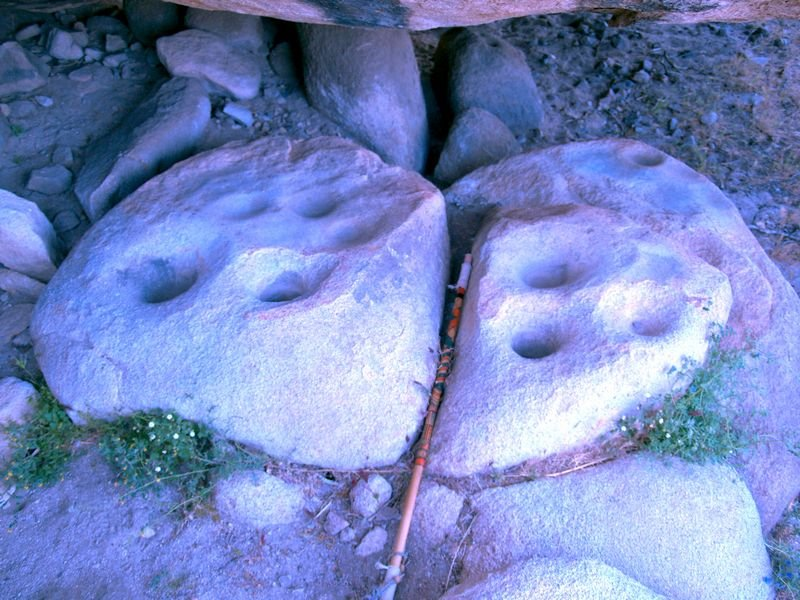
Morteros agujerados, en el área de Indian Hill.

## Nativos Americanos
Los Nativos Americanos de las montañas circundantes y de los desiertos incluidos los pueblos Nativos Americanos Cahuilla, Cupeño, y Kumiai (Diegueño). Fue la patria  de estos pueblos por miles de años, y sus artistas crearon arte rupestre de pictograma y de petroglifo que expresan sus culturas.

## Parque de asociaciones interpretativas
La Fundación Anza-Borrego (ABF, por sus siglas en inglés), fundado en 1967, es una organización educativa sin ánimo de lucro y es el único asociación cooperativa del Parque Estatal. Dirige todas las ventas en el Centro de Visitante de Parque Estatal y de la Tienda de Parque Estatal.
El Instituto Anza Borrego, el brazo de la educación de la Fundación, proporciona cursos educativos a más de 100,000 visitantes cada año. Las ofertas de instituto programas de campo, un campamento medioambiental de quinto grado, investigación científica ciudadana, y recursos en línea de paraques para maestros y estudiantes. La misión de la Fundación es para proteger y preservar los paisajes naturales, el hábitat de fauna y flora, y patrimonio cultural del Parque Estatal para el beneficio y diversión de generaciones presentes y futuras.

## Galería
| Flora y fauna del Parque Desierto de Anza-Borrego                       | |                                                                         |
|                                                                         | |                                                                         |
| Borrego Cimarrón en el Parque Estatal Desierto de Anza-Borrego          | Una maravilla del desierto se abre camino a través del desierto seco, agrietado y endurecido por el sol después de una lluvia rara y sustancial | Chacahuala común, Sauromalus ater en Palm Canyon, cerca de Palm Springs |
|                                                                         | |                                                                         |
| Un ocotillo, planta común en el Parque Estatal Desierto de Anza-Borrego | Washingtonia filifera en Borrego Palm Canyon. Videoclip                                                                                         | Cylindropuntia bigelovii. Videoclip                                     |
|                                                                         | |                                                                         |
| Ferocactus cylindraceus. Videoclip                                      | |                                                                         |

## Más lectura
- Halford, Robin (2005). Senderismo en Anza-Borrego Desierto: Encima 100 Caminatas de Día Medio (Anza Borrego Desierto Asociación de Historia Natural, Borrego Primaveras). ISBN 0-910805-13-X
- Hogue, Lawrence (2000). All the Wild and Lonely Places: Journeys in a Desert Landscape. Washington, DC: Shearwater Books (Inland Press). p. 256. ISBN 978-1559636513. OCLC 43397048.
- Lindsay, Diana (2001). Anza-Borrego Un a Z: Personas, Sitios, y Cosas (Sunbelt Publicaciones, San Diego). ISBN 0-932653-42-1
- Lindsay, Lowell y Diana (2006). El Anza-Borrego Región de Desierto: Una Guía al Parque Estatal y Áreas Adyacentes del Desierto de Colorado Occidental. Quinta Edición (Wilderness Press, Berkeley). ISBN 0-89997-400-7
- Serenity (película) – tiroteo de ubicación en el parque para la película del 2005 que muestra el ambiente.
- Wild, Peter (2005). Marshal South, of Yaquitepec. Johannesburg, California: The Shady Myrick Research Project. p. 157. OCLC 58796769. – Marshal South y su esposa, Tanya, escribió una serie de alta popularidad "Desert Refuge" (1940–1946) para Desert Magazine sobre su vide primitiva en el desierto. Ellos vivieron en una casa que llamaron Yaquitepec en una montaña llamada Ghost Mountain cerca de Blair Dry Lake